# Warszawa (canción)
"Warszawa" es una pieza instrumental por David Bowie, coescrita con Brian Eno y originalmente publicada en el álbum de 1977, Low. La banda Joy Division fue originalmente llamada Warsaw como una referencia a está canción.

## Composición y grabación
Los arreglos estaban destinados a evocar una "atmósfera muy sombría", Bowie dijo que el vino de la ciudad y quería que fuera "emotiva, casi religiosa". La misteriosa letra y la melodía en la parte central de la canción se basan en una grabación de "Helokanie" por la corista Polaca Śląsk, a pesar de que las letras son fonéticas y no palabras en polaco. Bowie había comprado una grabación de Śląsk interpretando la canción durante una parada en Varsovia.

## Versiones en vivo
- Actuaciones de la gira The Stage han sido publicadas en Stage (1978) y Welcome to the Blackout (Live London '78) (2018).[6][7]

## Otros lanzamientos
- La canción ha aparecido en numerosos álbumes compilatorios de David Bowie:
  - Christiane F. (1982)
  - Sound + Vision (1989)
  - All Saints (1993)
- La canción aparece en la banda sonora de la película de 2007, Control.[8]
- La canción fue utilizada en el tráiler de lanzamiento de la película, Dracula.

## Otras versiones
- De Benedictis & Maroulis – A Tribute to the Music and Works by Brian Eno (1997)
- Emulsion – .2 Contamination: A Tribute to David Bowie (2006)
- Philip Glass – Low Symphony (1993)
- Nine Inch Nails – en vivo (con Bowie)
- Simon Haram – Alone… (1999)
- Ah Cama-Sotz – Declaration of Innocence (2008)
- Red Hot Chili Peppers – en vivo
- Dylan Howe – Subterranean: New Designs on Bowie's Berlin (2014)
- s t a r g a z e – en vivo
- Donny Mccaslin – Beyond Now (2016)
- Geir Sundstøl – Brødløs (2018)
- Sterbus - en vivo

## Créditos
Créditos adaptados desde las notas del álbum.
- David Bowie – voz
- Brian Eno – piano, sintetizador, Chamberlin